# Kotsifali

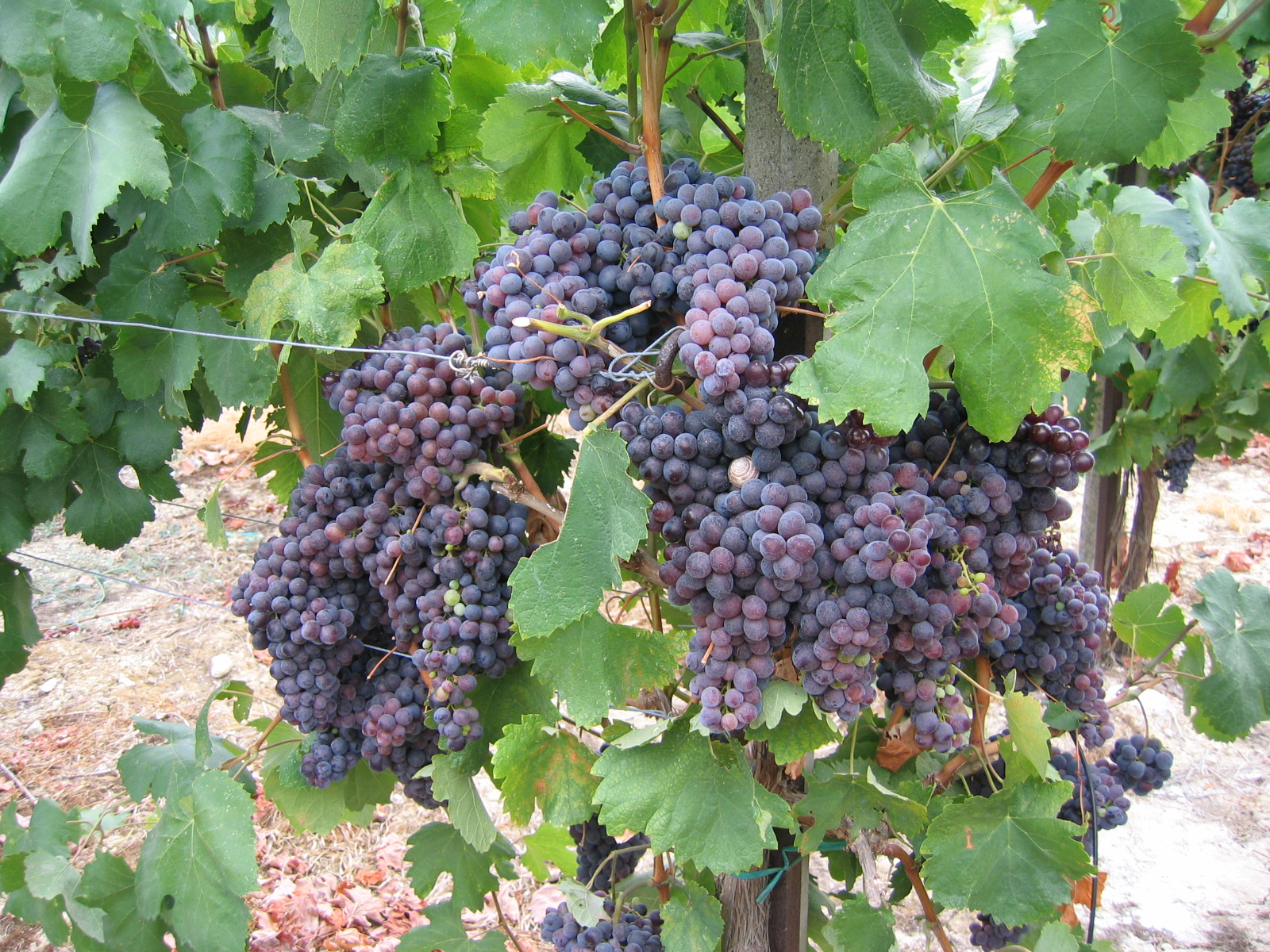
Kotsifali-Weintrauben auf Kreta

Kotsifali (griechisch Κοτσιφάλι) ist eine Rotweinsorte. Sie ist die achthäufigste Rotwein-Rebe in Griechenland. Empfohlen ist ihr Anbau auf der Insel Kreta. Die bestockte Rebfläche betrug Ende der 1990er-Jahre etwa 1150 Hektar.
Die frühreifende Sorte mit den dickschaligen, harten und tiefvioletten Trauben erbringt milde, alkoholreiche, würzige und säurearme Weine, die vor allem für den Verschnitt mit der tanninreicheren Sorte Mandilaria verwendet werden. Die Weine sind von guter Qualität.
Siehe auch den Artikel Weinbau in Griechenland sowie die Liste von Rebsorten.

## Synonyme
Die Rebsorte Kotsifali ist auch unter den Namen Kotrifali und Kotsiphali bekannt.